# التاری
التاری (به ایتالیایی: Altare) یک سکونتگاه مسکونی در ایتالیا است که در استان ساونا واقع شده‌است.

## خصوصیات
التاری ۱۱٫۷ کیلومترمربع مساحت و ۲٬۱۶۲ نفر جمعیت دارد و ۳۹۸ متر بالاتر از سطح دریا واقع شده‌است.